# ایستگاه بارکینگ
ایستگاه بارکینگ (انگلیسی: Barking station) یکی از ایستگاه‌های خط ناحیه، خط همرسمیت و سیتی متروی لندن، خط گاسپل اوک تا بارکینگ متروی زمینی لندن و خط لندن، تیلبوری و ساوتند راه‌آهن انگلستان است.
این ایستگاه که در ناحیه بارکینگ قرار دارد در سال ۱۸۵۴ میلادی تأسیس شده است.